# Alexandra Maloney
Alexandra Maloney (California, Estados Unidos, 19 de marzo de 1992) es una deportista neozelandesa que compite en vela en la clase 49er FX. Su hermano Andrew también compite en vela.
Participó en los Juegos Olímpicos de Río de Janeiro 2016, obteniendo una medalla de plata en la clase 49er FX (junto con Molly Meech). Ganó dos medallas en el Campeonato Mundial de 49er, oro en 2013 y bronce en 2017.

## Palmarés internacional
| \| Juegos Olímpicos \| Juegos Olímpicos \| Juegos Olímpicos \| Juegos Olímpicos \| \| Año \| Lugar \| Medalla \| Clase \| \| ------------------ \| ----------------------- \| ----------------- \| ---------------- \| \| 2016 \| Río de Janeiro (Brasil) \| Medalla de plata \| 49er FX \| \| Campeonato Mundial \| \| \| \| \| Año \| Lugar \| Medalla \| Clase \| \| 2013 \| Marsella (Francia) \| Medalla de oro \| 49er FX \| \| 2017 \| Matosinhos (Portugal) \| Medalla de bronce \| 49er FX \| |                         |                   |         |
| Juegos Olímpicos |                         |                   |         |
| Año | Lugar                   | Medalla           | Clase   |
| 2016 | Río de Janeiro (Brasil) | Medalla de plata  | 49er FX |
| Campeonato Mundial |                         |                   |         |
| Año | Lugar                   | Medalla           | Clase   |
| 2013 | Marsella (Francia)      | Medalla de oro    | 49er FX |
| 2017 | Matosinhos (Portugal)   | Medalla de bronce | 49er FX |